# كأس ليختنشتاين 1998–99
كأس ليختنشتاين 1998–99 هو الموسم 54 من كأس ليختنشتاين. أشرف على تنظيمه اتحاد ليختنشتاين لكرة القدم، وفاز فيه نادي فادوتس.